# Історія Аруби

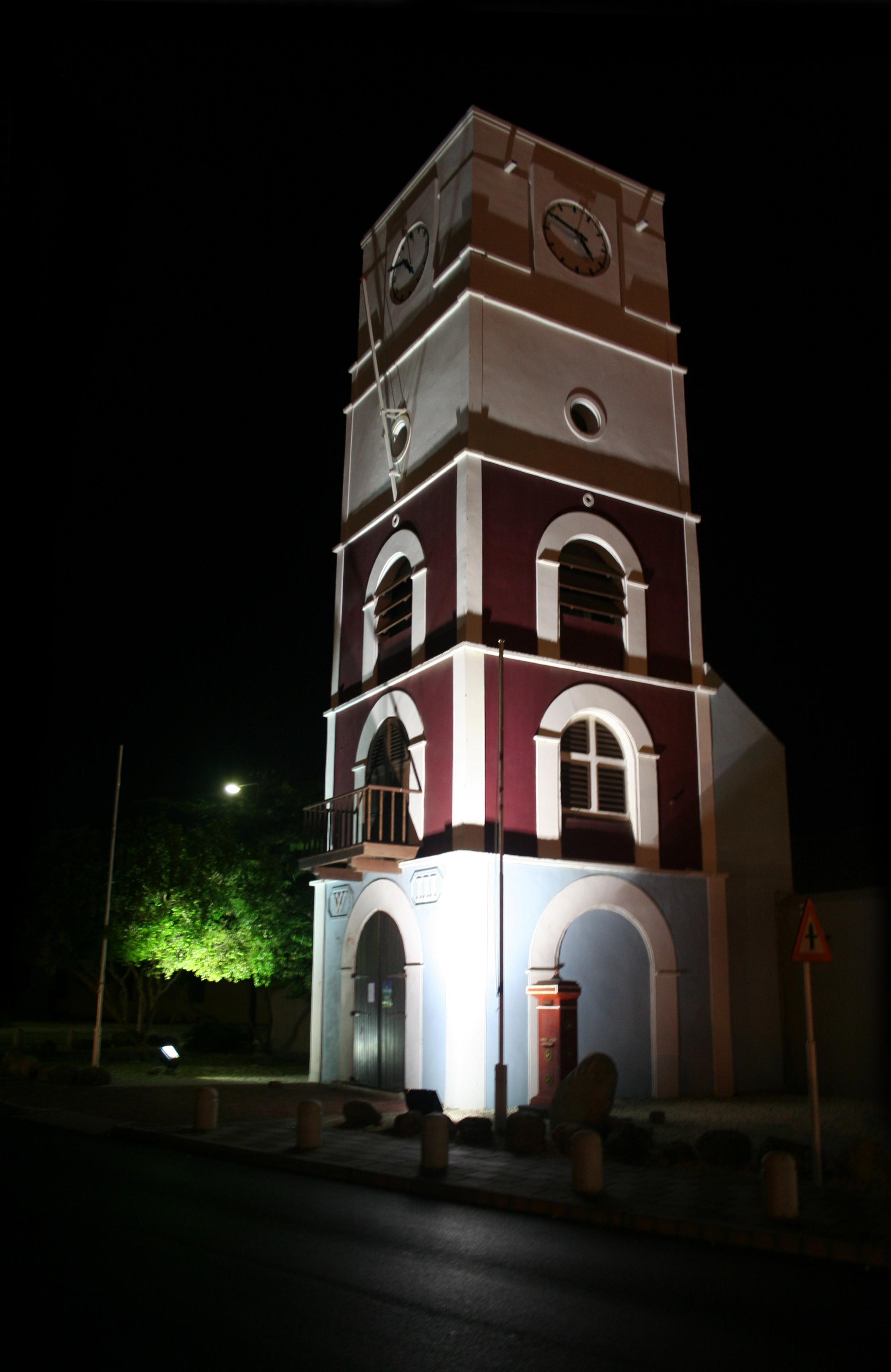
Вежа «Віллем III» форту Заутман. Ораньєстад, Аруба.

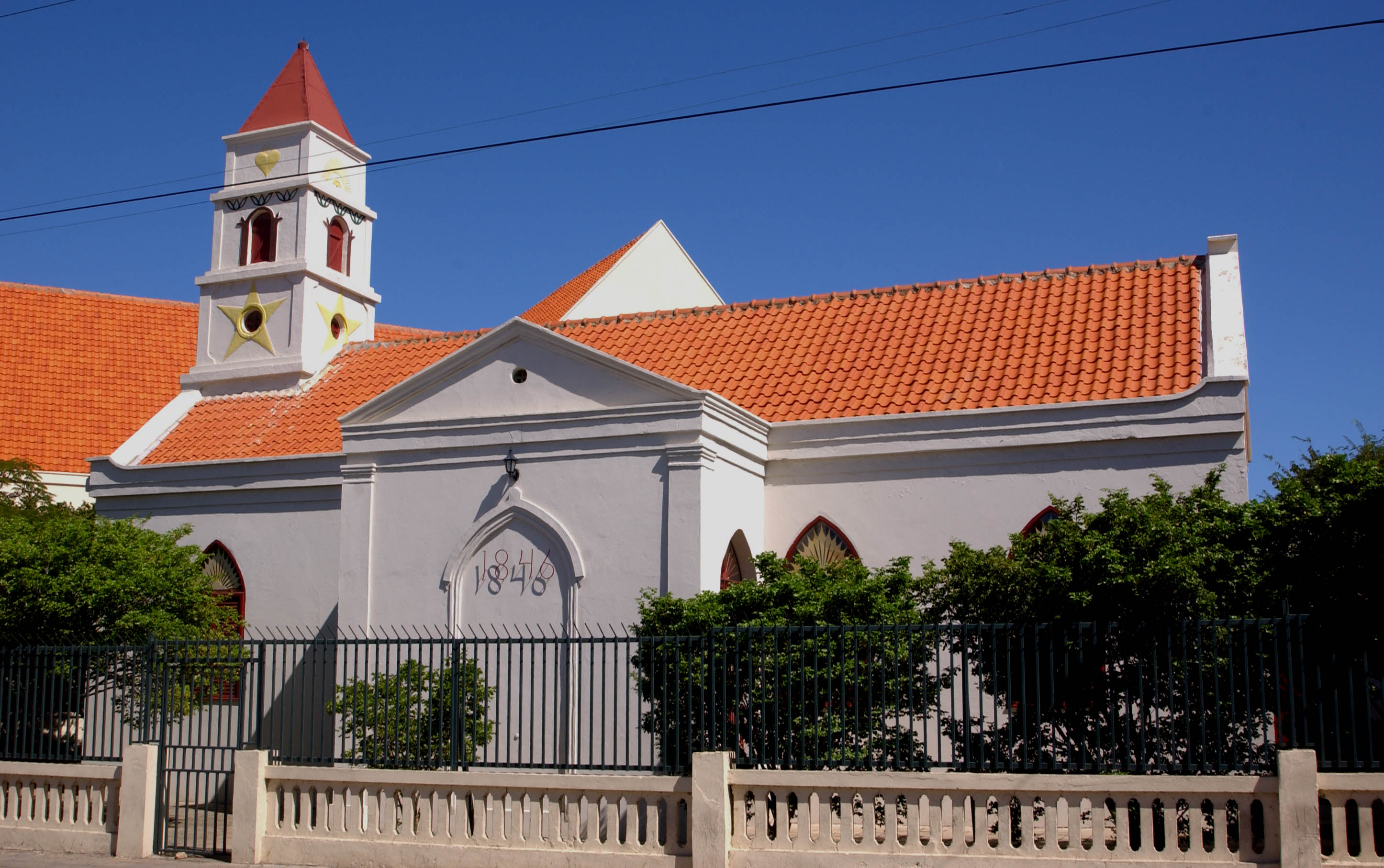
Стара протестантська церква, побудована 1846 року. Відреставровано 1948 року

## Доколоніальний період
У доколоніальний період острів спочатку населяли індіанці какветіо, пізніше — кариби. Найраніші індіанські поселення на острові датуються IX століттям (не раніше 1000 року). У музеї історії Аруби та Археологічному музеї Ораньєстада представлено індіанські гончарні вироби; у національному парку Арікок є наскельні малюнки та петрогліфи.

## Колонія Іспанії
Першим європейцем, який досяг Аруби 1499 року, був іспанський мореплавець Алонсо де Охеда. За легендою, він назвав відкритий острів Оро Хубо, що перекладається з іспанської як тут золото; сучасна ж назва «Аруба» сягає корінням до індіанського аравацького слова oibubai, що означає «направляти»; за іншою версією — від індіанського «ora» («раковина») і «oubao» («острів»). Вперше позначено на карті як Оруа. Іспанці мало використовували землі острова, оскільки, через посушливи клімат острова вирощувати сільськогосподарські культури тут було неможливо. Виявивши найменші ознаки родовищ золота, вони взялися до його пошуків. Не знайшовши золота, іспанці покинули острів. Аруба стала притулком для піратів, які грабували кораблі з прянощами, що йшли до Європи з Індії.

## Колонія Голландії
Втративши Сен-Мартен, 1636 року голландці захопили іспанську Арубу (а також Кюрасао і Бонайре), намагаючись тим самим розширити свою присутність у регіоні. Аруба увійшла до складу колонії Нідерландські Антильські острови. Від 1799 до 1802 острів був окупованим Великою Британією.
1805 року (або 1804) під час Наполеонівських воєн Арубу знову на короткий час захопили англійці, але 1816 року її повернуто голландцям. 1824 року, коли поблизу Буширібани виявили родовище золота, на острові почалася золота лихоманка, що тривала до 1916 року, коли добувати золото вже стало невигідно. 1859 року виявлено родовище фосфатів.

### XX століття
1924 року на острові виявлено нафту, 1929 року на Арубі був побудовано один з найбільших у світі нафтопереробних заводів. Сінт-Ніколас став головним комерційним центром на острові. 1947 року закрився завод з виробництва алое. Хартією 1954 року створено умови, необхідні для встановлення відносин між колонією і Королівством Нідерландів. 1971 року засновано партію «Народний рух за вибори», метою якої було досягнення незалежності та вихід зі складу Нідерландських Антильських островів. 1977 року проведено референдум, на якому 82 % виборців висловилися за незалежність та виходу зі складу Нідерландських Антилл. 1 січня 1986 року, згідно з угодою, підписаною урядом Нідерландів у 1983 році, Аруба виходить зі складу Нідерландських Антильських островів, отримавши автономний статус у складі Королівства Нідерландів. 1985 року завод закрито через світове надвиробництво нафти, однак 1991 року переробку нафти відновлено. В останнє десятиліття XX століття на острові почався розвиток туристичної індустрії. Рух за повну незалежність зупинено 1990 року прерогативою корони. Відповідно до Гаазької конвенції 1994 року, надання повної незалежності Арубі відкладається. 1996 року Аруба входить до списку головних транзитних держав.
Після початку конфлікту між керівною Народною партією Аруби (нід. Arubaanse Volkspartij) та Арубською ліберальною організацією (нід. Organisashon Liberal Arubano), дату проведення виборів перенесено з липня 1998 року на раніший термін — грудень 1997 року. Проте результати виборів були незрозумілими. Партія «Народний рух за вибори», Арубська народна партія та Арубська ліберальна організація набрали однакову кількість голосів. Після невдалих переговорів між керівниками партій «Народний рух за вибори» та Народної партії Аруби, остання та Арубська ліберальна організація утворили нову урядову коаліцію, партія «Народний рух за вибори» стала опозиційною.
2000 року Організація економічного співробітництва та розвитку включає Арубу до списку «35 некооперативних країн з низькими податками», проте пізніше цей факт спростовано і ОЕСР виключила її зі списку.

### XXI століття
У вересні 2001 року опозиційна партія «Народний рух за вибори» перемогла на вільних виборах, набравши 12 із 21 місця, і сформувала новий однопартійний парламент. Внаслідок перемоги на виборах питання про створення коаліції з іншими партіями залишилося відкритим. 2003 року країна уклала зі США угоду, згідно з якою всі незаконно отримані гроші легалізовано. У жовтні 2009 року після перемоги Народної партії Аруби на виборах до парламенту прем'єр-міністром держави став Майк Еман, партія «Народний рух за вибори» втратила всі місця в парламенті.